# Кинематограф Саудовской Аравии
Кинематограф Саудовской Аравии — небольшая индустрия, выпускающая ежегодно лишь несколько художественных и документальных фильмов.
За исключением одного кинотеатра IMAX в Эль-Хубаре в Саудовской Аравии не было кинотеатров с 1983 по 2018 год. Хотя иногда ставился вопрос об открытии кинотеатров, а в 2008 году были арендованы конференц-залы для показа комедии «Меннахи». Саудовцы смотрели кинофильмы, используя спутниковое телевидение, DVD или видео. Кинотеатры были запрещены в течение 35 лет, пока 18 апреля 2018 года в Эр-Рияде не был открыт первый кинотеатр в Саудовской Аравии. Американская сеть кинотеатров AMC Theatres планирует открыть в течение следующих пяти лет до 40 кинотеатров примерно в 15 городах Саудовской Аравии.
Комедийная драма «Как дела?» (араб. كيف الحال؟‎), выпущенная в 2006 году, была объявлена первым фильмом Саудовской Аравии; однако, она была снята в Объединенных Арабских Эмиратах, а главную женскую роль сыграла иорданка. В фильме 2012 года Ваджда снялись только саудовские актёры, и картина стала первым полнометражным фильмом, полностью снятым в Саудовской Аравии. В 2015 году в Джидде был снят фильм режиссёра Махмуда Саббаха Барака встречает Барака, премьера которого состоялась на 66-м Берлинском международном кинофестивале, став первым полнометражным фильмом, принявшим участие в фестивале. Там он был удостоен приза экуменического жюри. Самира Азиз — первый саудовский кинорежиссёр в индийском кино (Болливуде).
Кинопродукция в Саудовской Аравии, будь то местного производства или иностранного, подвергается строгой цензуре.

## Фильмы
Выход картины «Как дела?» породил дебаты о положении кинематографа и кинотеатров в стране. Документальный короткометражный фильм режиссера Абдуллы аль-Эяфа под названием Кино 500 км ставил вопрос о запрете кинотеатров в стране, вызвав обсуждение в местных СМИ. Ваджда была выдвинута на соискание премия «Оскар» за лучший фильм на иностранном языке в 2014 году. Выдвижение на эту премию было сделано впервые Саудовской Аравией, но фильм не был номинирован. Зато «Ваджда» получила номинацию на премию BAFTA за лучший неанглоязычный фильм на церемонии 2014 года.

## Кинотеатры
В 1970-х годах в Саудовской Аравии было много кинотеатров, и они не оценивались как недопустимые с позиций ислама, хотя и считались противоречащими арабским культурным нормам.
В 1980-х годах в Саудовской Аравии было несколько импровизированных кинозалов, большинство из которых находились в Джидде и Мекке, где египетские, индийские и турецкие фильмы демонстрировались без вмешательства правительства. Однако все эти залы были закрыты в связи с растущим протестом религиозных консерваторов во время движения исламского возрождения в 1980-х годах. В качестве политического ответа на рост исламистской активности, включая захват в 1979 году Большой мечети в Мекке, правительство закрыло все кинотеатры и театры в стране.
Во время запрета на кинотеатры в Саудовской Аравии действовало лишь одно подобное заведение: кинотеатр IMAX в Эль-Хубаре, в Научном и технологическом центре Султана ибн Абдул-Азиза. Он, действовавший с 2005 года, показывал лишь образовательные фильмы, которые были документальными и преимущественно американского производства .
В ноябре 2005 года в отеле в Эр-Рияде открылся кинотеатр на 1 400 мест с ограниченным показом. Кинотеатр был открыт только для женщин и детей и демонстрировал зарубежные мультфильмы, дублированные на арабском языке. После роста спроса на его посещение вновь стала обсуждаться целесообразность запрета на кинотеатры в стране. 
11 декабря 2017 года министр культуры и информации Саудовской Аравии объявил, что публичные кинотеатры будут разрешены в 2018 году. Правительство сообщило о своих надеждах, что к 2030 году в Саудовской Аравии уже будет более 300 кинотеатров с более чем 2000 экранами. Первый публичный показ фильма Чёрная пантера состоялся 18 апреля 2018 года и продолжался в течение пяти дней в кинотеатре на 620 мест, принадлежащем американской сети AMC Theatres, в Финансовом районе короля Абдаллы в Эр-Рияде, который первоначально планировался как симфонический зал. Мстители: Война бесконечности начали показывать в королевстве 26 апреля. В мае 2018 года было объявлено, что IMAX подписала сделку с VOX Cinemas на открытие минимум четырёх площадок IMAX после снятия запрета на кинотеатры в стране. Также было сообщено о том, что VOX Cinemas намерена открыть 600 экранов по всей Саудовской Аравии в течение следующих пяти лет.